# Helicopsyche caledonia
Helicopsyche caledonia är en nattsländeart som beskrevs av Ross 1975. Helicopsyche caledonia ingår i släktet Helicopsyche och familjen Helicopsychidae. Inga underarter finns listade i Catalogue of Life.